# Závojenka plavozelenavá
Závojenka plavozelenavá (Entoloma incanum), jinak také závojenka zelenonohá či trávnička plavozelenavá, je vzácný druh houby z čeledi závojenkovité (Entolomataceae). V Červeném seznamu hub České republiky je druh uveden jako ohrožený.

## Znaky
Klobouk je 1-6 cm široký, dlouze radiálně průsvitně rýhovaný, tvarem je v mládí velmi variabilní - polokulovitý, zvoncovitý či kuželovitý se později klenutý až plošně rozložený, přičemž se bodově vmačkává středová část. Pokožka je radiálně vláknitá, hedvábitě lesklá, tmavší středová část je vločková, barvu má žlutozelenou, žlutou žlutohnědou až olivovou, občas i hnědý s červeným nádechem.
Lupeny jsou vykrojené, žluté, nazelenalé, hnědé až narůžovělé, u třeně jsou široce připojené či sbíhavé, na klobouku jsou středně hustě uspořádané. Výtrusný prach je růžový až červený.
Třeň je 2-8 cm dlouhý, hladký, křehký, válcovitý, někdy z boku zploštělý, lesklý, dutý, na spodu a u báze je živě zelený či hnědožlutý, horní část je žlutozelená. Báze je často pokrytá bílým hyfovým povlakem.
Dužnina je stejné barvy co klobouk, na řezu či poraněním modrozelená až černá, chuťově je mírná, nepříjemná, vůní připomíná pot či myšinu.

## Užití
Nejedlá houba.

## Ekologie
Od června do listopadu roste tento druh závojenky v mechu nebo nízkých, travnatých porostech se zásaditým, nevýživným, vápenitým substrátem.

## Rozšíření
Výskyt druhu byl popsán v oblastech Evropy, JAR, Severní a Střední Ameriky.

## Galerie

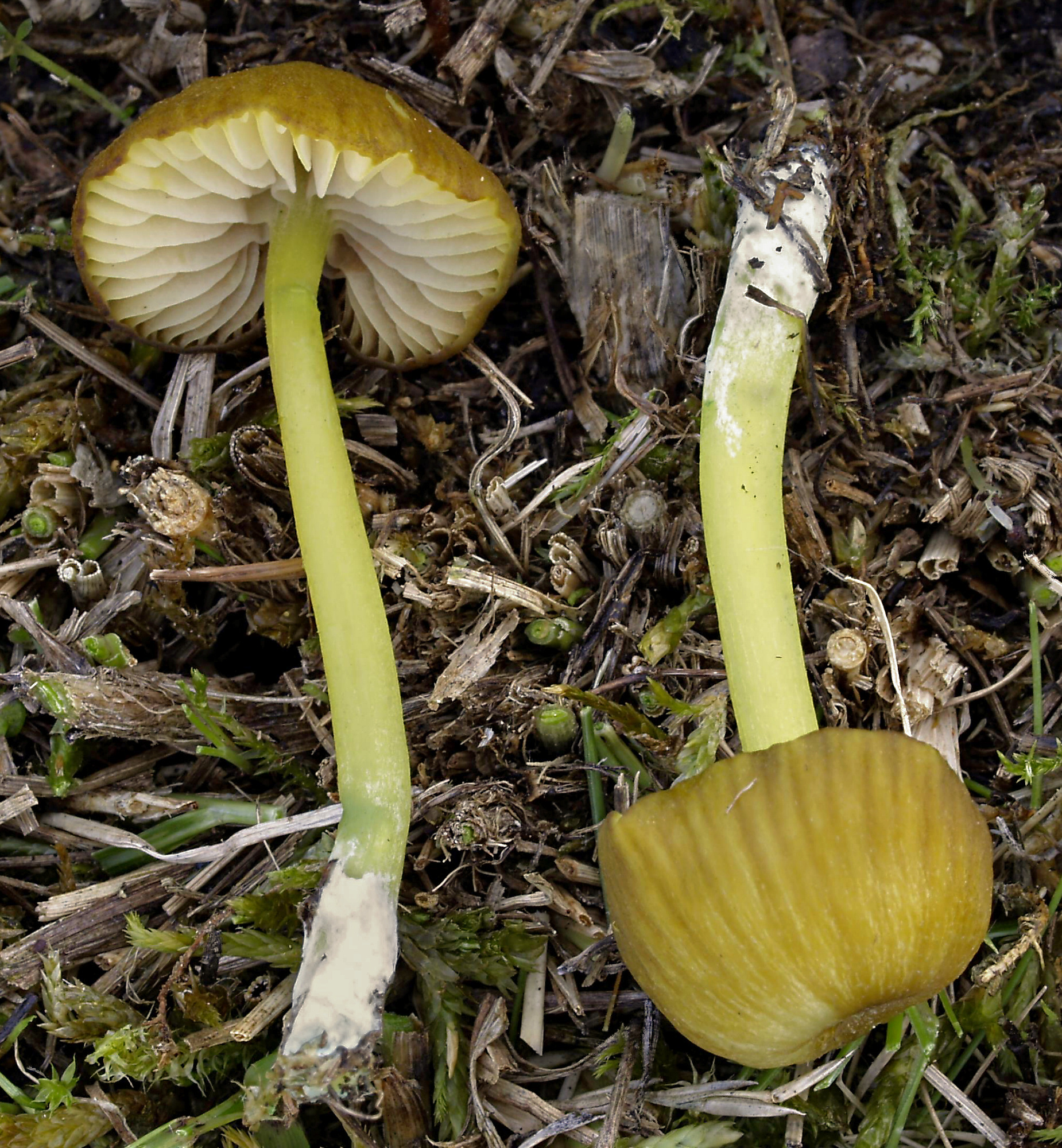
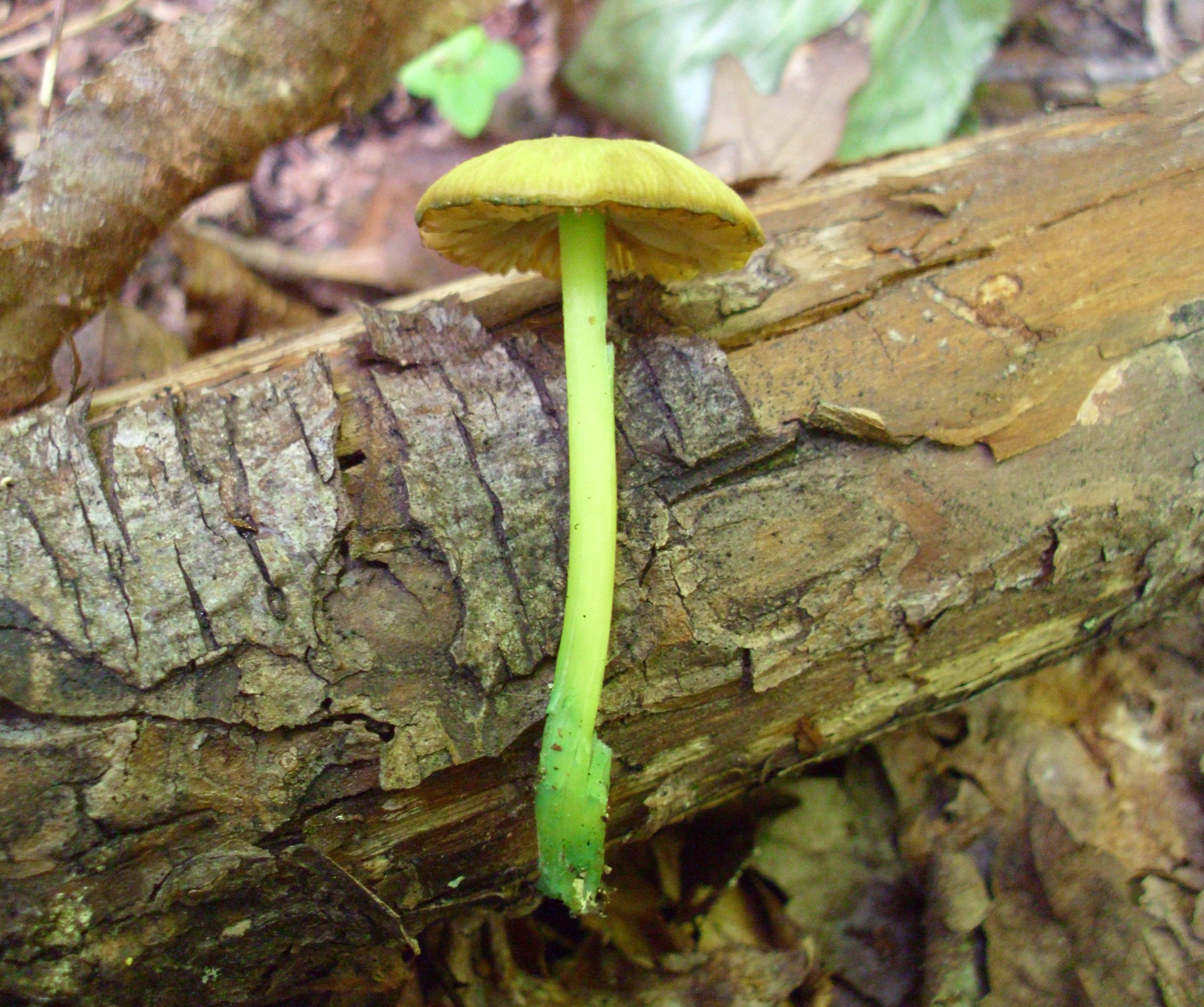
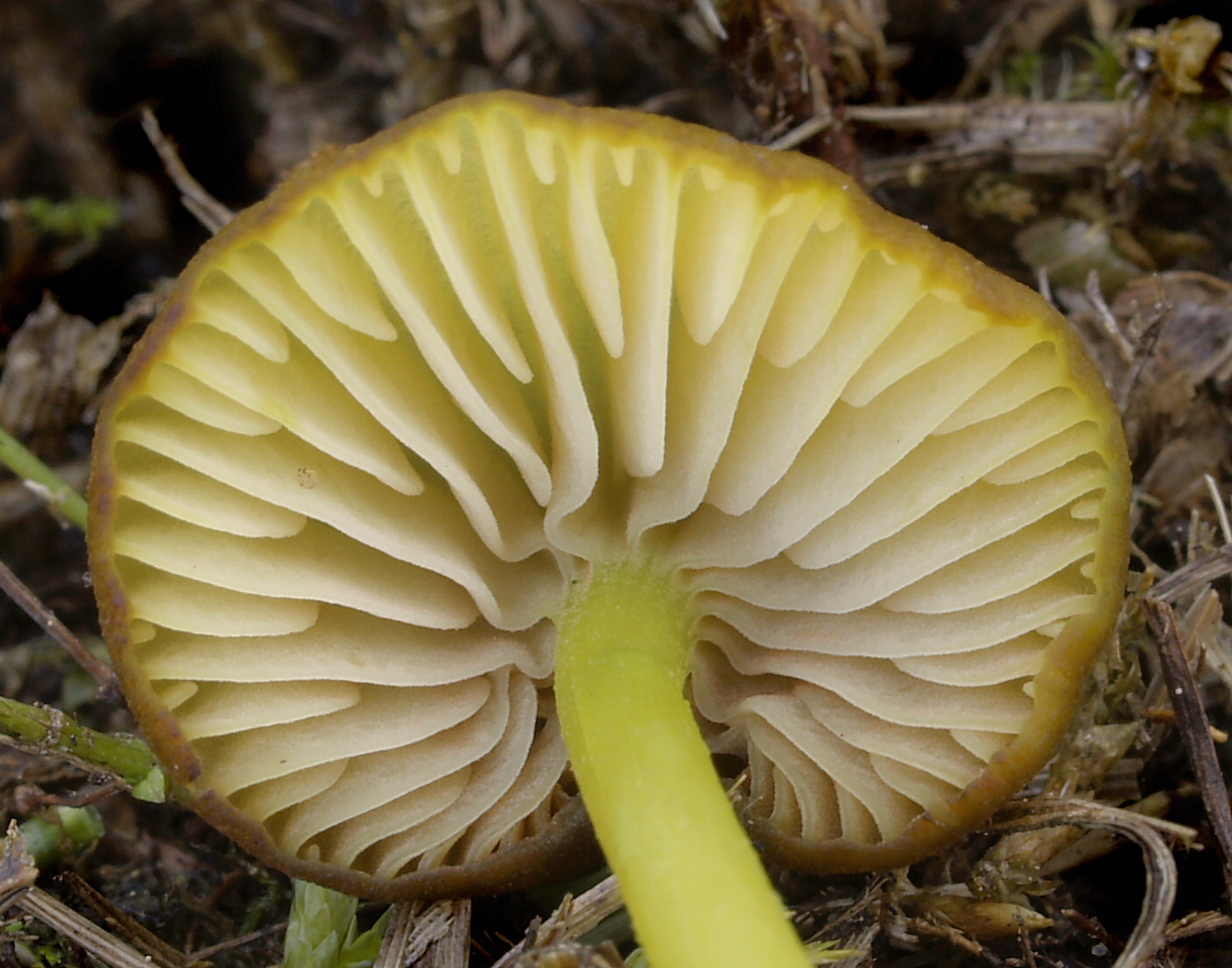
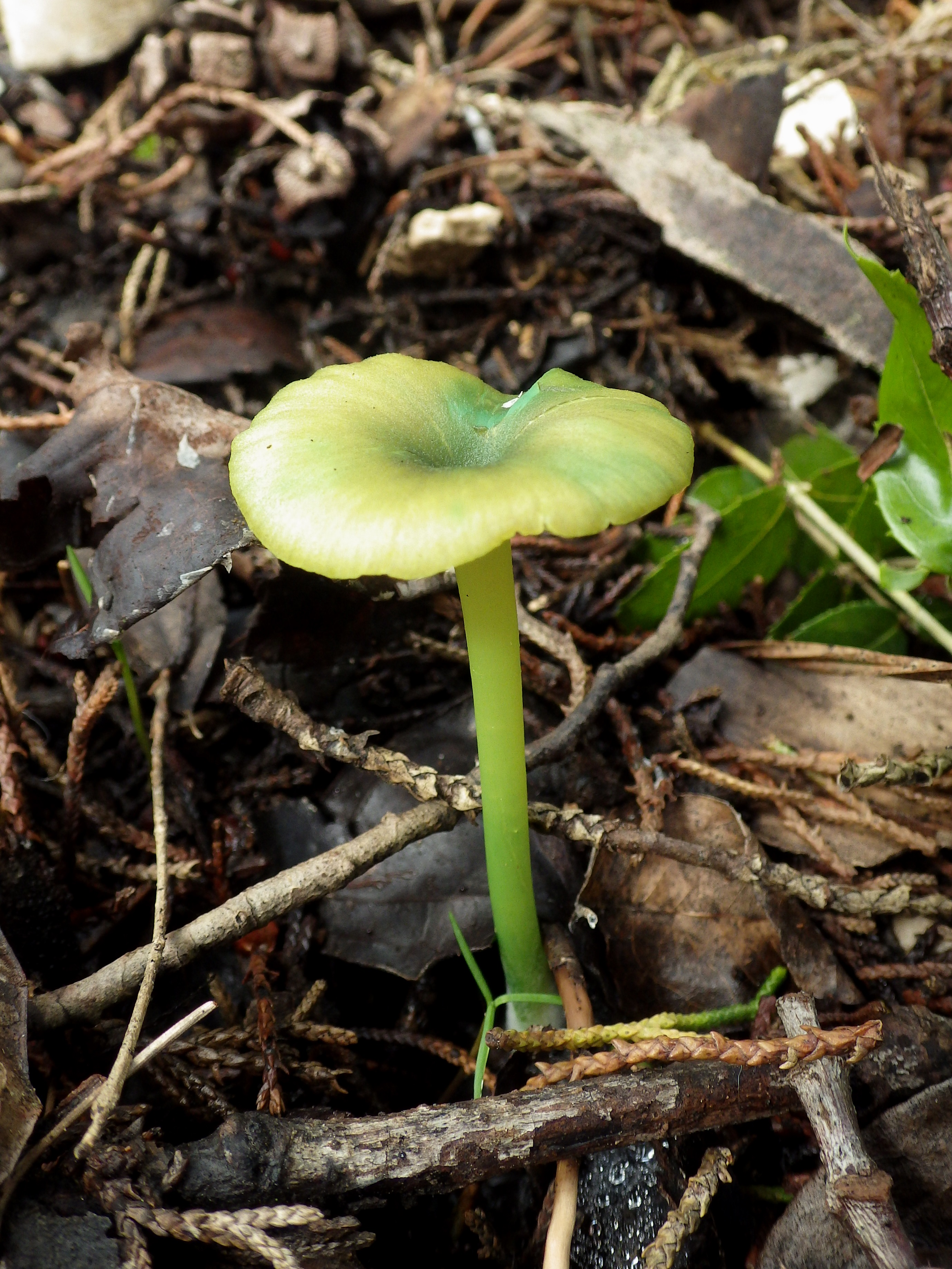

## Možnost záměny
- Závojenka Věřina (Entoloma verae)[6]